# Spartan Three Seater
Le Spartan Three Seater est un avion britannique trois places biplan construit au début des années 1930 par Spartan Aircraft Limited.

## Histoire
Construit comme une version à trois places du Simmonds Spartan, le Three Seater était un biplan avec un fuselage en épicéa et contreplaqué.
Bien que peu d'exemplaires ont été construits, les Three Seater ont été un pilier de l'aviation d'affaires dans les années 1930. Les ailes ont été conçues pour se replier facilement, pour être stocké dans un hangar plutôt que d'exiger un hangar dédié. 

Après le premier lot d'avions, désigné Three Seater I, une version améliorée a été construit et désigné comme Three Seater II. Les six Three Seater II avaient une meilleure visibilité pour le pilote et un accès plus facile pour les passagers, et étaient motorisés du moteur Cirrus Hermes IV pour une puissance de 130 ch (97 kW).
Un Three Seater II (immatriculé ZK-ARH) survit actuellement et est détenu par un particulier en Nouvelle-Zélande, après avoir été une propriété britannique et irlandaise (G-ABYN et EI-ABU) depuis sa fabrication en juin 1932. 

## Variantes
- Three Seater I - 19 avions
- Three Seater II - 6 avions

## Opérateurs
Ces avions ont opéré pour des clubs d'aviation et usage privé:
 Australie
 République d'Irlande
 Iraq
- Iraq Airwork Limited

 Afrique du Sud
 Tanganyika
 Royaume-Uni
- British Airways Limited